# Марцель Шмельцер
Ма́рцель Шме́льцер (нім. Marcel Schmelzer, * 22 січня 1988, Магдебург) — німецький футболіст, лівий захисник, що грав за «Боруссію» (Дортмунд) та національну збірну Німеччини.
Чемпіон Німеччини. 

## Клубна кар'єра
Вихованець юнацьких команд «Фортуна» та «Магдебург» з рідного міста. 2005 року продовжив займатися футболом в молодіжній команді дортмундської «Боруссії».
У дорослому футболі дебютував 2007 року виступами за другу команду «Боруссії», в якій протягом двох сезонів взяв участь у 37 матчах чемпіонату. Вже наступного, 2008 року, почав залучатися до основної команди дортмундського клубу. Досить швидко став основним гравцем на позиції лівого захисника.

## Виступи за збірні
Протягом 2009–2010 років  залучався до складу молодіжної збірної Німеччини. На молодіжному рівні зіграв в 11 офіційних матчах. 2009 року разом з командою став переможцем молодіжного чемпіонату Європи.
2010 року дебютував в офіційних матчах у складі національної збірної Німеччини. Наразі провів у формі головної команди країни 5 матчів.

## Титули і досягнення
- Чемпіон Німеччини (2):

«Боруссія» (Дортмунд): 2010-11, 2011-12
- Володар Кубка Німеччини (3):

«Боруссія» (Дортмунд): 2011-12, 2016-17, 2020-21
- Володар Суперкубка Німеччини (3):

«Боруссія» (Дортмунд): 2013, 2014, 2019
- Переможець молодіжного чемпіонату Європи (1):

Німеччина U-21: 2009